# Camilo Ospina Bernal
Camilo Alfonso de Jesús Ospina Bernal, né le 23 décembre 1959 à Bogota, est un diplomate, avocat et homme politique colombien. Il a occupé le poste de Ministre de la Défense nationale entre 2005 et 2006 sous la présidence d'Álvaro Uribe.

## Distinctions

### Décorations
- Grand-croix de l'Ordre d'Isabelle la Catholique ( Espagne) (2010)